# Chi Centauri
Chi Centauri (χ Cen, χ Centauri) é uma estrela na constelação de Centaurus. Com uma magnitude aparente visual de 4,34, é visível a olho nu em locais sem muita poluição luminosa. De acordo com medições de paralaxe, está localizada a aproximadamente 503 anos-luz (154 parsecs) da Terra.
Chi Centauri é uma estrela de classe B da sequência principal com um tipo espectral de B2V e temperatura efetiva de 20 800 K, portanto possui coloração azul-branca. Tem uma massa de 8,2 vezes a massa solar, raio de 3,5 raios solares e está brilhando com mais de 2 000 vezes a luminosidade solar. Já foi identificada como estrela variável do tipo β Cephei, com um período de 50 minutos. No entanto, Stankov e Handler (2005) listam-na como um candidato fraco ou rejeitado em seu catálogo de variáveis β Cep.
Pertence ao subgrupo Centaurus Superior-Lupus da associação Scorpius–Centaurus, a associação OB mais próxima do Sol. Possui uma velocidade peculiar de 17,6 ± 2,9 km/s, e não é considerada uma possível estrela fugitiva. Sua idade, estimada por modelos evolucionários, é de 12 milhões de anos. A estrela HD 123021, de tipo espectral A7III/IV e magnitude 8,32, a uma separação de 85 segundos de arco, possui paralaxe e movimento próprio similares aos do Chi Centauri, podendo ser uma companheira física.